# Велики Мон
Велики Мон (фр. Le Grand Meaulnes) је једини роман француског писца Алена-Фурнијеа, објављен 1913. године. Аутор је погинуо у првом месецу Првог светског рата, годину дана након објављивања дела. Роман има делимично аутобиографске елементе, при чему је лик јунакиње Ивон инспирисан ауторовом неузвраћеном љубави из Париза. Приповедач, петнаестогодишњи Франсоа Серел, описује своје пријатељство са седамнаестогодишњим Огистеном Моном, који је у потрази за својом изгубљеном љубављу. Лик Мона карактеришу импулсивност, храброст и романтични идеализам, а радња истражује тему потраге за недостижним и прелаз између детињства и одраслог доба.

## Наслов
Наслов романа Le Grand Meaulnes на српски се преводи као „Велики Мон“. Француска реч grand може имати више значења, укључујући „велики“, „висок“ и „сјајан“, док израз le domaine perdu дословно значи „изгубљени посед“, „домен“ или „имање“. Ове преводилачке недоумице довеле су до различитих наслова у енглеским издањима, као што су The Wanderer, The Lost Domain, Meaulnes: The Lost Domain, The Wanderer or the End of Youth, Le Grand Meaulnes: The Land of Lost Content, The Lost Estate (Le Grand Meaulnes) и The Great Meaulnes (Le Grand Meaulnes).
Le Grand Meaulnes је послужио као инспирација за наслов романа Ф. Скота Фицџералда Велики Гетсби. Ипак, приликом превођења Фицџералдовог дела на француски, преводиоци су се суочили са сличним изазовом у тумачењу речи „велики“, па је усвојен наслов Gatsby le magnifique (дословно „Гетсби Величанствени“).

## Радња
Приповедач романа, петнаестогодишњи Франсоа Серел, син је директора школе у малом селу у области Солоња, познатој по језерима и пешчаним шумама у централној Француској. У школу долази седамнаестогодишњи Огистен Мон, бистар младић из скромне породице, који због своје висине добија надимак „гранд“ („високи“). Брзо стиче углед међу ученицима, а једне вечери одлази у авантуру током које се изгуби и случајно доспе на костимирану забаву. Тамо упознаје Ивон де Галаис, девојку која га очара, а чији је лик инспирисан стварном Ивон де Кијеврекур. Ивон живи са оцем удовцем и братом Францом у породичном дворцу Ле Саблонијер, који је некада био раскошан, али је запустио. Забава је приређена у част Франца и његове веренице Валентине, која се, међутим, не појављује, након чега Франц покушава самоубиство, али преживљава.
По повратку у школу, Мон је опседнут идејом да поново пронађе тајанствени дворац и девојку у коју се заљубио. Његови покушаји трагања у околини завршавају безуспешно. У међувремену, у школу стиже необичан младић, представљајући се под лажним именом. Испоставља се да је реч о Францу де Галаису, који настоји да побегне од бола због раскинуте веридбе. Франц се зближава са Моном и Франсоом, те Мону даје адресу париске куће у којој би, према његовим речима, требало да затекне своју сестру Ивон. По доласку у Париз, Мон открива да кућа више није настањена. У писму Франсоу поручује: „...боље је да ме заборави. Било би боље да заборави све.“
Франсоа, који је у међувремену постао школски учитељ попут свог оца, успева да пронађе Ивон де Галаис и поново је споји са Моном. Ивон и даље живи са остарелим оцем у преосталом делу дворца Саблонијер, који је смештен ближе њиховом родном крају него што су двојица пријатеља некада веровала. Ивон је и даље сама и признаје Мону да је он одувек био њена љубав. Уз очев благослов, прихвата његову брачну понуду. Ипак, већ дан након венчања, немирни Мон напушта Ивон како би испунио обећање дато Францу — да ће га пронаћи и поново спојити са вереницом Валентином. Док Мон трага, Ивон остаје у дворцу, где рађа ћерку и умире два дана након порођаја.
У завршници романа, Франсоа живи у кући у којој су некада боравили Мон и Ивон, одгајајући њихову ћерку и ишчекујући Монов повратак. Прегледајући старе документе, наилази на Монов руком писани дневник. Из њега сазнаје да је Мон, током година проведених у Паризу пре поновног сусрета са Ивон, упознао и заволео Валентину — исту ону вереницу која је у ноћи забаве напустила Франца.
После годину и осам месеци, Мон се враћа, након што је поново спојио Франца и Валентину. Сазнаје да је Ивон преминула и оставила ћерку, коју он признаје као своје дете. Радња се у том тренутку одвија четири године након почетка приче.

## Инспирација
Лик Франсоа Серела заснован је на детињству Алена-Фурнијеа у селу, где су му родитељи радили као учитељи. Његова личност у роману одражава ауторов карактер у тим годинама, обележен послушношћу и повученошћу.
Лик Огистена Мона заснован је на самом Ален-Фурнијеу у његовим тинејџерским годинама, одражавајући његову личност, наде, снове и идеалистичку потрагу.
Лик Ивон де Галаис заснован је на Ивон де Кијеврекур, девојци коју је Ален-Фурније упознао, у коју се заљубио и потом изгубио траг када је имао 19 година. Она је остала љубав његовог живота. Први сусрет између Огистена Мона и Ивон у роману огледа готово исту причу. Огистенова потрага за Ивон одражава ауторову потрагу у Паризу у периоду од 1905. до 1907. године, с тим што је Ивон у стварности била удата када је он то сазнао.
Лик Франца де Галаиса представља алтер его Алена-Фурнијеа, одражавајући ауторов идентитет који се формирао након емоционалног слома. Франц симболизује одбијање да се прилагоди ограничењима одраслог доба, жеђ за слободом и маштом, као и преосетљивост која га чини предметом тумачења као емоционално нестабилне особе у очима обичних људи.
Лик Валентине и њен однос са Огистеном Моном засновани су на Жан Бруно, која је била Ален-Фурнијеова љубав од 1910. до 1912. године. Као и Мон, аутор је осећао да и даље припада Ивон, али је такође био забринут за судбину Жан, због чега ју је оптуживао да му не указује довољно поверења.